# Ramsar

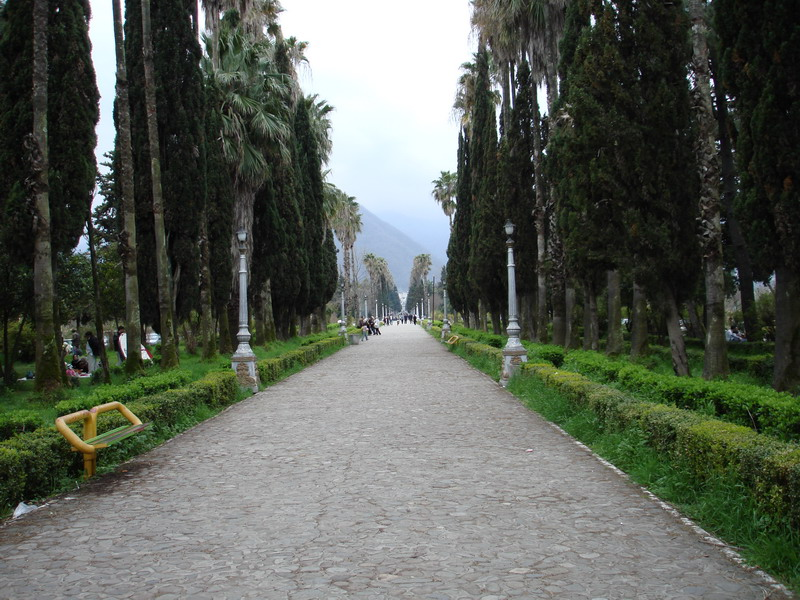
Parc de l'Hotel Ramsar.

Ramsar (en persa, رامسر) és una ciutat de la província de Mazandaran, a l'Iran, a la costa de la mar Càspia, i capital del comtat homònim. La població és de més de 70.000 habitants (2006). El comtat de Ramsar és el més occidental de la província de Mazandaran, i limita al nord amb la mar Càspia, amb la província de Gilan a l'oest, la de Qazvin al sud i el comtat de Tonekabon a l'est.
Antigament s'havia anomenat Sakhtsar. La llengua que es parla a Ramsar és el gilaki, tot i que l'única llengua oficial és el persa, ambdues llengües iràniques. Ramsar és un centre d'atracció turística de costa molt popular a l'Iran, fins al punt que a la rodalia de la ciutat s'hi troba el palau d'estiu del darrer Xa.

## Radioactivitat natural
Algunes zones de l'entorn de Ramsar tenen els nivells més alts de radioactivitat natural de tot el món, a causa de l'existència de fonts termals radioactives. La dosi de radiació que rep un resident de Ramsar a l'any pot ser superior a 260 mGy. Això representa que s'excedeix diversos cops la dosi màxima recomanada per la Comissió internacional per a la protecció radiològica (ICRP) per als treballadors, i que és més de 200 vegades superior als nivells normals de radioactivitat natural. La major part de la radiació present a la zona es deu al radi-226 dissolt a l'aigua de les fonts termals, que es troben en contacte amb petits dipòsits d'urani i tori barrejats en vetes de travertí. Existeixen almenys nou d'aquestes fonts, amb concentracions diverses, que els habitants de la zona i els turistes utilitzen per als banys termals. Aquest alt nivell de radiació no sembla que afecti negativament els habitants de la zona, i fins i tot és possible que els hagi fet lleugerament més radioresistents, cosa que resulta realment sorprenent i que ha estat denominat "paradoxa de la radiació". Fins i tot hi ha qui afirma que els residents a la zona tenen millor salut i viuen més temps. Basant-se en aquesta i en altres proves, inclòs el fet que la vida es va originar a la Terra en un entorn molt més radioactiu que l'actual, alguns científics han qüestionat la validesa del model LNT, segons el qual tota dosi de radiació, per petita que sigui, té el mateix efecte en un cert nombre d'individus, que seran més o menys segons la magnitud de la matèria radioactiva, i en el qual estan basades totes les normatives actuals sobre l'exposició a la radiació. Altres apunten que un cert nivell de radiació podria ser bo, de fet, per a la salut humana i tenir efectes positius per a la població. És el model que es basa en l'hormesi de la radiació, que desencadena mecanismes de reparació de l'ADN dins de la cèl·lula. Al marge de si es prenen banys termals o no, el cert és que, degut al consum d'aigua radioactiva, a la comarca de Ramsar, tant els productes agrícoles com qualsevol altre organisme viu, i també els éssers humans, són poc o molt radioactius.
Un estudi iranià demostra que la gent de la zona posseeix un percentatge significativament més alt del gen CD69 i també una incidència més elevada d'aberracions cromosòmiques, tant permanents com temporals.

## Convenció de Ramsar
La Convenció de Ramsar, signada en aquesta ciutat el 1971, és un tractat internacional que creà l'estructura per a les accions nacionals i la cooperació internacional en vistes a la conservació i l'aprofitament sostenible de les zones humides. Inicialment, la Convenció fou signada per 18 estats, que actualment ja són 160. La Convenció inclou l'anomenada "Llista Ramsar", amb 1.920 zones humides d'importància internacional, que abasten una extensió total d'1.680.000 kilòmetres quadrats. Els estats signataris es reuneixen cada tres anys en una ciutat diferent, i la seu permanent és a la ciutat de Gland (Suïssa), compartida amb la Unió Internacional per a la Conservació de la Natura (UICN).